# Ukraine de la rive gauche

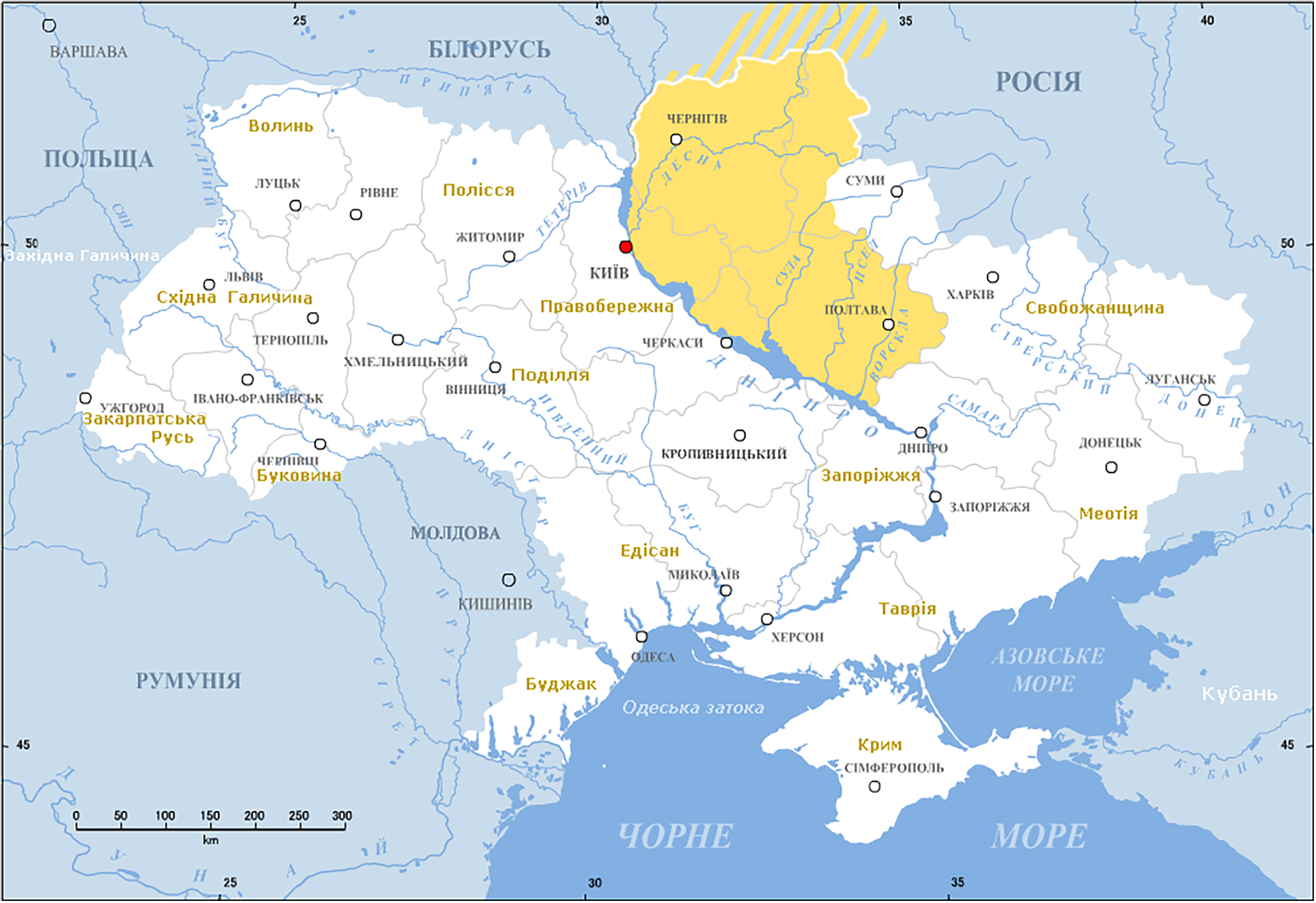
L'Ukraine de la rive gauche (en jaune).

L'Ukraine de la rive gauche (en ukrainien : Лівобережна Україна, Livoberejna Oukraïna ; en russe : Левобережная Украина, Levoberejnaïa Oukraïna ; en polonais : Ukraina Lewobrzeżna) est le nom historique de la partie de l'Ukraine située sur la rive gauche (orientale) du Dniepr. Elle correspond aux actuels oblasts de Tchernihiv, Poltava et Soumy, ainsi qu'à une partie des oblasts de Kiev et Tcherkassy.

## Histoire
Cette partie de l'Ukraine devint une possession russe à la suite du traité de Pereïaslav (1654), confirmé par la trêve d'Androussovo (1667) puis par le Traité de paix éternelle de 1686, conclus entre la république des Deux Nations (Pologne-Lituanie) et la Russie.
L'Ukraine de la rive gauche bénéficiait au départ d'une grande autonomie dans le cadre de l'Empire russe — officiellement proclamé en 1721 — en tant qu'« Hetmanat cosaque », mais cette autonomie fut peu à peu réduite jusqu’à la création du gouvernement de Petite Russie en 1764. 
L'hetman cosaque le plus célèbre est Ivan Mazepa (1639-1709), mort après s'être allié au roi de Suède Charles XII, vaincu par les Russes à la bataille de Poltava (8 juillet 1709).

## Source
- (en) Cet article est partiellement ou en totalité issu de l’article de Wikipédia en anglais intitulé « Left-bank Ukraine » (voir la liste des auteurs).